# Afterwords (The Gathering)
Afterwords è l'undicesimo album discografico in studio del gruppo musicale rock olandese dei The Gathering, pubblicato nel 2013.

## Tracce
1. S.I.B.A.L.D. – 5:02
2. Echoes Keep Growing – 6:52
3. Areas – 4:18
4. Afterwords – 4:01
5. Tuning In, Fading Out – 3:51
6. Gemini III – 4:00
7. Afterlights – 1:58
8. Sleep Paralysis – 3:15
9. Bärenfels – 8:12

## Formazione
- Silje Wergeland - voce
- René Rutten - chitarre
- Frank Boeijen - tastiere
- Marjolein Kooijman - basso
- Hans Rutten - batteria